# 사랑스러운 아우구스틴

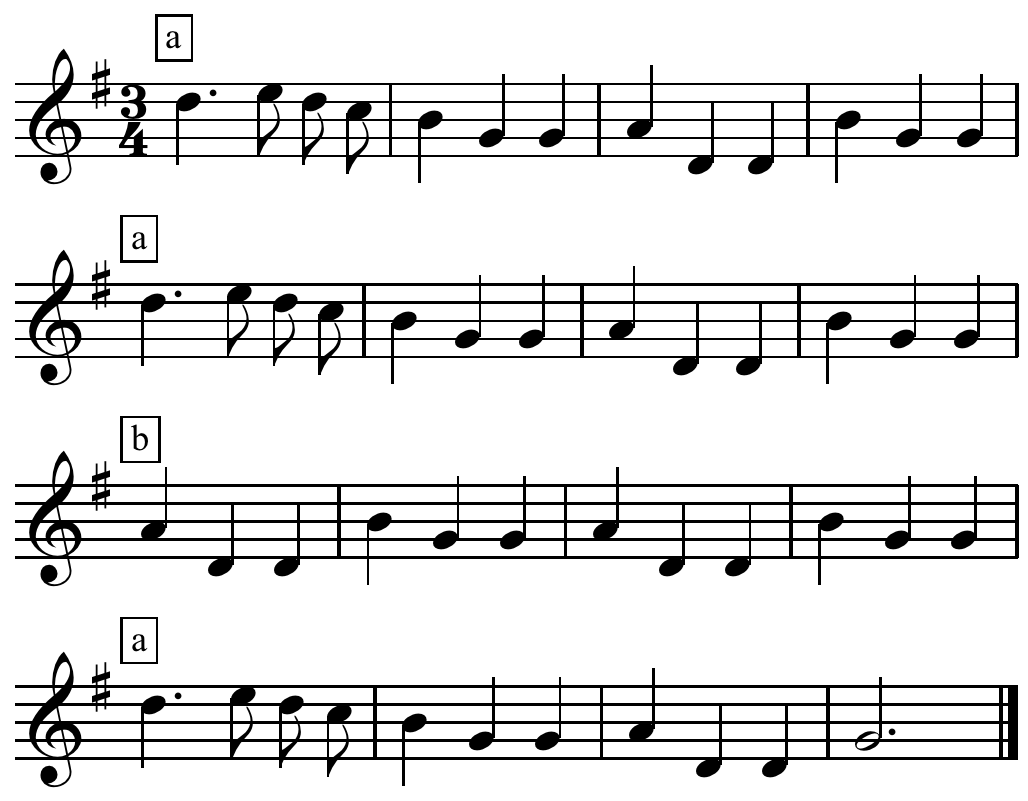

〈사랑스러운 아우구스틴(O du lieber Augustin)〉은 마르크스 아우구스틴이 1679년에 지은 빈의 노래이다.
한국어권에서는 윤석중이 가사를 붙인 〈동무들아 오너라〉로도 알려져 있다.

## 가사
이 노래의 뒷이야기는 다음과 같다. 아우구스틴은 백파이프를 연주하는 악사이다. 당시 비엔나에는 흑사병이 유행하고 있었는데, 괴로운 시기에 희망을 주는 아우구스틴을 사람들은 ‘사랑스러운 아우구스틴(Lieber Augustin)’이라 불렀다. 하루는 그가 술에 취한 채 길을 걷다가 도랑에 빠져서 그자리에서 잠을 잤는데, 그를 시체로 착각한 사람들이 그를 흑사병의 희생자들과 함께 묻어버렸다. 다음날 일어난 아우구스틴은 시체더미 속에서 빠져나갈 수 없다는 것을 깨닫고 노래를 부르기 시작했다. 결국 소리를 들은 사람들이 그를 구해 주었다.